# 26715 South Dakota
26715 South Dakota este un asteroid din centura principală, descoperit pe 16 aprilie 2001, de Ron Dyvig.